# 4028 Pancratz
4028 Pancratz eller 1982 DV2 är en asteroid i huvudbältet som upptäcktes den 18 februari 1982 av den amerikanska astronomen Laurence G. Taff i Socorro, New Mexico. Den är uppkallad efter Chris Pancratz.
Asteroiden har en diameter på ungefär 7 kilometer och den tillhör asteroidgruppen Astraea.